# Túnel Emisor Oriente

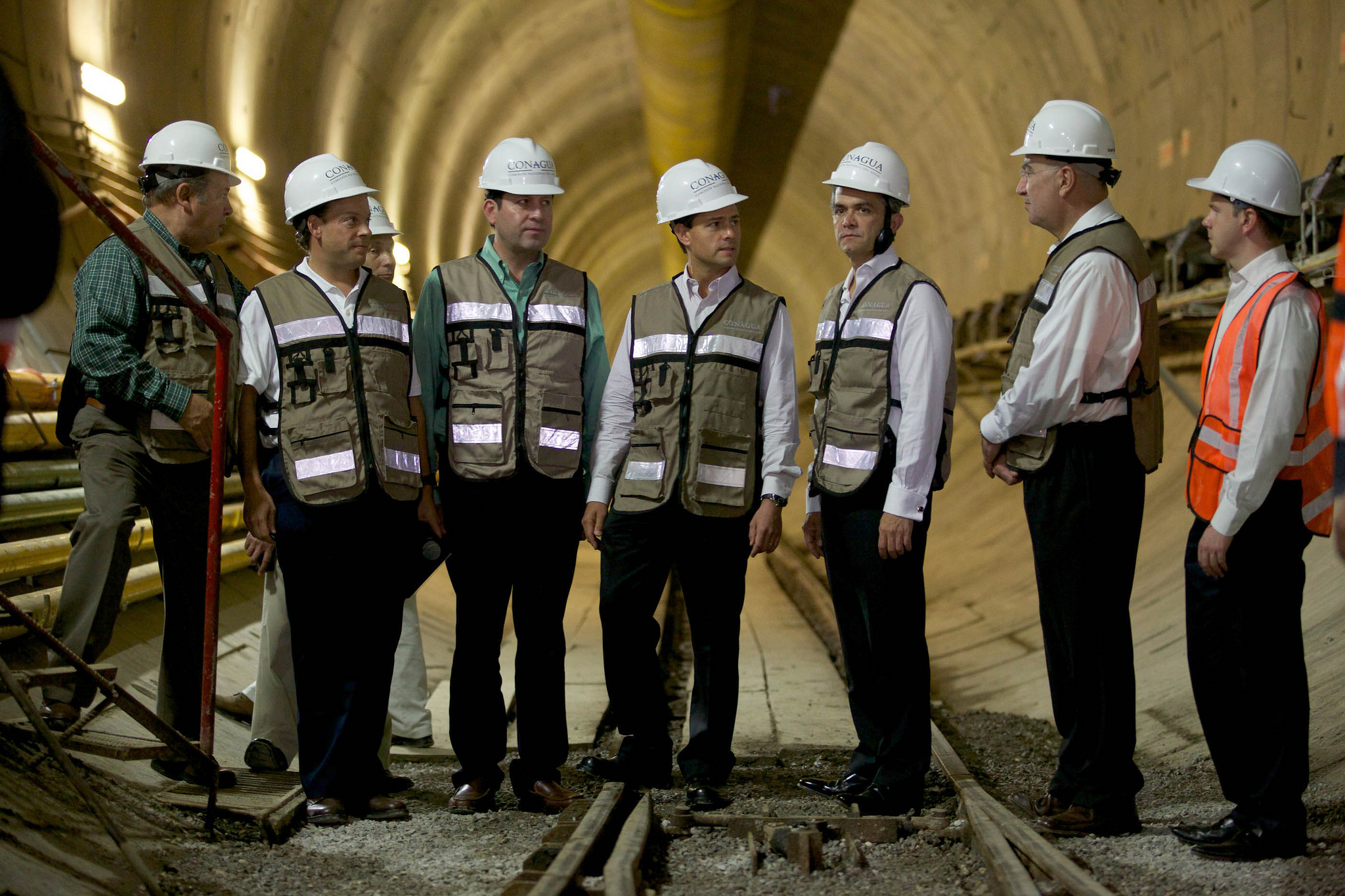
El presidente Enrique Peña Nieto pone en operación los primeros 10 kilómetros en el 2013.

El Túnel Emisor Oriente (abreviado TEO) es un proyecto hidráulico del sistema de drenaje profundo de la Ciudad de México. Su construcción inició el 13 de agosto de 2008 y se inauguró el 23 de diciembre de 2019. La obra abarca 62 kilómetros de longitud, desde el Valle de México hasta la Planta de Tratamiento de Aguas Residuales Atotonilco en el municipio de Atotonilco de Tula, Hidalgo; incluye 25 lumbreras de 55 a 150 metros de profundidad, 7.5 metros de diámetro, y permite evitar las inundaciones en la Zona Metropolitana del Valle de México, así como facilitar el mantenimiento de su sistema de drenaje.

## Antecedentes
La Zona Metropolitana del Valle de México está asentada sobre un antiguo sistema lacustre, compuesto por cinco grandes lagos: Chalco, Texcoco, Xaltocan, Xochimilco y Zumpango, que durante las épocas de lluvia crecían al punto de unirse en un único gran lago cuya superficie abarcaba un área de 2 000 kilómetros cuadrados.
Desde la fundación de los primeros asentamientos, alrededor de estos lagos las poblaciones han sufrido severos problemas para evitar las inundaciones producto de las lluvias. En la época prehispánica se construyeron varios sistemas hidráulicos rudimentarios, entre ellos un albarradón, con la intención de regular el nivel del agua en los lagos. Durante la conquista de México, se destruyeron los sistemas construidos con la intención de evitar las inundaciones; a la vez, se inició el drenado de los lagos con el fin de obtener mayor territorio para la construcción.
En 1555, se presentó la primera gran inundación en la Ciudad de México desde su conquista. Por ello, se intentó reconstruir los sistemas hidráulicos existentes desde el periodo prehispánico, pero no tuvieron la misma efectividad que los originales. También se propuso la construcción de un canal artificial de desagüe, idea que finalmente no se aplicó.

### Primeros proyectos de desagüe
El primer gran intento por construir un desagüe que permitiera la salida del agua del valle se realizó durante los siglos XVII y XVIII, con la construcción del Tajo de Nochistongo, que se inauguró en 1788. Posteriormente, en 1900, Porfirio Díaz inauguró el gran canal de desagüe, el cual permitía la salida natural del agua a través de una pendiente de 19 cm por cada kilómetro; en 1962 entró en servicio el Túnel Emisor Poniente, y en 1975, Luis Echeverría Álvarez inauguró el Túnel Emisor Central, de 50 km de longitud, la parte principal del sistema de drenaje profundo de la Ciudad de México.

### Problemas de abastecimiento
Debido al hundimiento de la Ciudad de México, fruto de la sobreexplotación de los mantos acuíferos sobre los que está asentada, la pendiente natural del Gran Canal del Desagüe fue perdiendo inclinación, y para el 2002 fue necesario construir plantas de bombeo para permitir que el agua pudiera circular a través de él. Para el 2008, solo podía desalojar 15 m³ de agua por segundo, menos de un tercio de la capacidad que poseía en 1975, que era de 80 m³ por segundo.
Igualmente, desde la inauguración del Túnel Emisor Central en 1975, el sistema de drenaje del Valle de México ha perdido aproximadamente el 30 por ciento de su capacidad, a la vez que la población prácticamente se duplicó, pasando de ser 10 millones de habitantes a ser casi 20 millones.

## Obras
El proyecto se planteó en marzo de 2008 e inició oficialmente el 13 de agosto del mismo año. Las obras empezaron formalmente en septiembre, con la perforación del túnel. Originalmente se esperaba que el proyecto culminara a mediados del 2012, con un costo estimado de 9 mil 595 millones de pesos.
En mayo del 2012, la Comisión Nacional del Agua (Conagua) anunció que solo llevaba el 43% de avance y que se esperaba poder terminar para diciembre del mismo año, pero en enero del 2013 se anunció que la inauguración definitiva del proyecto sería en el 2016. En octubre del 2014, se estimó que la obra concluiría en el 2018, con un costo final de 37 mi 750 millones de pesos, cuatro veces superior a la inversión inicial estimada.
El túnel se inauguró el 23 de diciembre del 2019, tras 11 años de obras. El costo final de la construcción fue de 33 800 millones de pesos, tres veces y media más del costo estimado inicialmente.

## Reconocimientos
El Gobierno de México reconoció a Arturo Valdez Arriaga, sobrestante de construcción, a la ingeniera arquitecta Fabiola Serna Saavedra, supervisora de obra y a Gumaro Moya Soperanes, superintendente de construcción. Por su destaca participación en la construcción del Túnel Emisor Oriente.